# Theo Green
Theo Green é um compositor e sonoplasta estadunidense, mais conhecido por seu trabalho na indústria cinematográfica. Como músico, destacou-se em The Gambler (2014) e House at the End of the Street (2015); como engenheiro de som, Blade Runner 2049 (2017).

## Filmografia
- Blade Runner 2049 (2017)
- The Gambler (2014)
- Honour (2013)
- House at the End of the Street (2012)
- Comedown (2012)
- Lemon (2011)
- Outpost: Black Sun (2011)
- Blue Moon Rising (2010)
- Prowl (2010)
- Dread (2009)
- Hush (2009)
- The Escapist (2008)
- Get The Picture (2004)